# Zemba

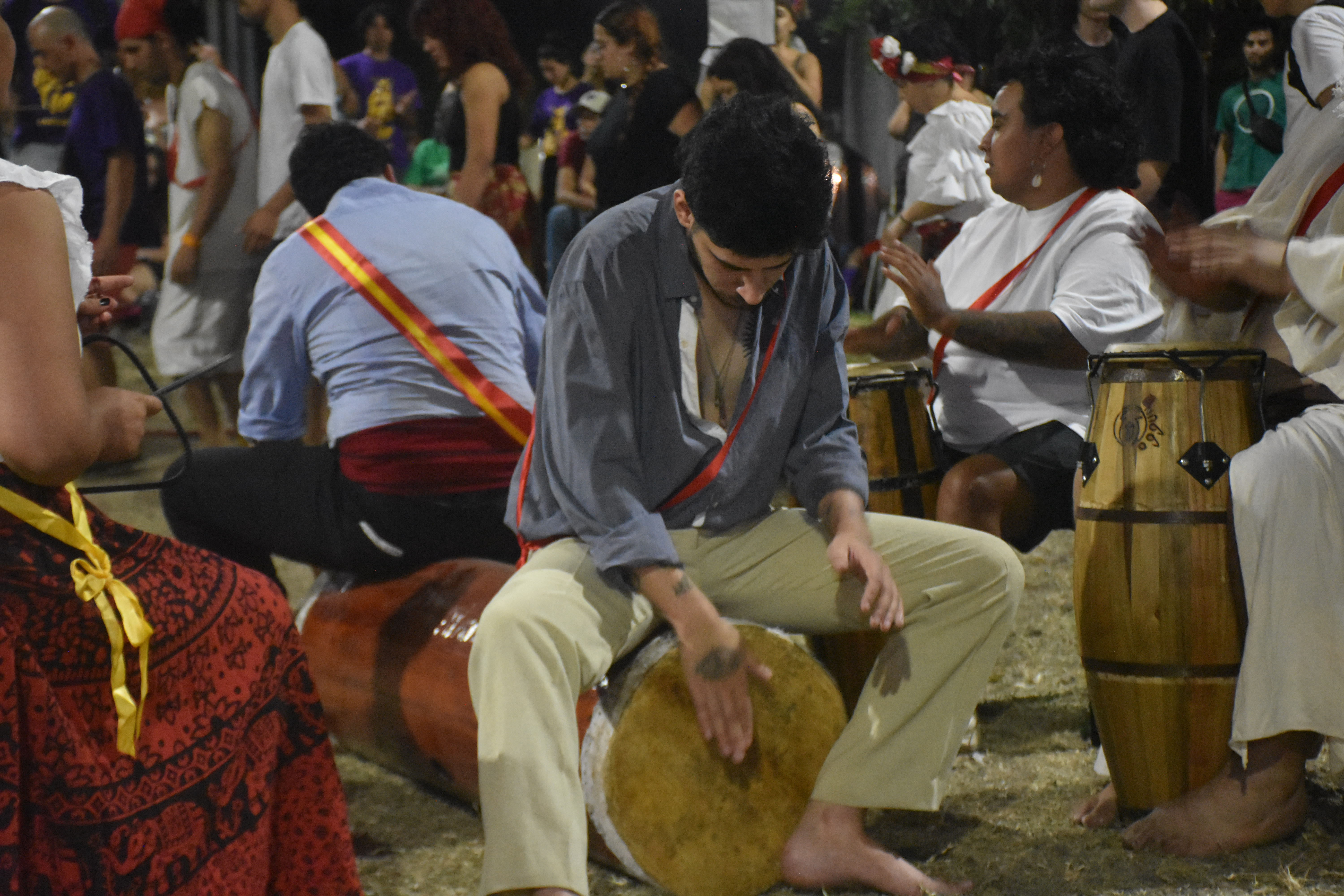
Tocadores de la Semba durante la fiesta a San Baltasar en Resistencia, Chaco. En el centro la tambora, ejecutada a horcajadas, acompañada de tambor agudo y tambor grave (a los lados).

La zemba, semba  o charanda es una danza religiosa afroargentina que actualmente está en vigencia en la capilla de San Baltazar de la ciudad de Empedrado (provincia de Corrientes) y en proceso de difusión y recuperación en la localidad de Resistencia (provincia del Chaco) y en Corrientes Capital. La misma se lleva a cabo el día de San Baltasar, el 6 de enero. Antaño también se tocó en otras partes de la Argentina, como en la zona que se corresponde con el actual área metropolitana de Buenos Aires y el barrio Cambá Cuá de Corrientes capital. La zemba o semba forma parte de la familia de candombes afroamericanos, estando presente tanto en Argentina como en Brasil, Paraguay, Uruguay y Bolivia. 

## Breve historia (de la zemba o charanda)
El culto a san Baltazar se vincula a la población negro africana esclavizada desde la colonia, pues la Iglesia Católica lo impuso a los negros para educarlos en la fe católica, creando en Buenos Aires la Cofradía de San Baltazar y Ánimas (1772-1856). En el caso del litoral argentino, el sincretismo religioso no tuvo mucho lugar debido a que el contexto social y político era diferente, pudiendo preservarse muchos elementos de esta expresión. No obstante, la primera mención a este ritmo afro corresponde a la composición del músico Mario Millán Medina sobre la fiesta a San Baltasar en la ciudad de Goya, aunque, por esa misma época, la charanda estaba también presente en Corrientes, Resistencia y otras localidades de la región.
Sin embargo, debido a la invisibilización de la comunidad afroargentina, por muchas décadas la zemba estuvo solo vigente en Empedrado, tanto en forma de música (utilizando los instrumentos originales) como en la forma de baile, aunque esto último fue cambiando a través de los años. En el año 2019 se celebraron los 100 años de la charanda de Empedrado.

## Actualidad
En el caso del Chaco, la misma está en proceso de difusión tras un profundo estudio sobre sus orígenes, recuperándose tanto toques de tambor como formas de baile. Lejos de haber servido el culto como una herramienta de dominación y desculturación, los negros supieron insertar valores propios, como venerar al santo con músicas propias, muchas de las cuales aún se mantienen.
De esta manera, la semba encierra un conjunto religioso-cultural (toque y baile) denominada "Semba Litoraleña", el cual responde a las prácticas de culto africano que se arraigaron en el territorio en épocas anteriores a las primeras colonizaciones. En correspondencia con su origen bakongo, esta expresión presenta elementos religiosos, culturales e idiomáticos que siempre van en conjunto.
En el caso de la danza, la misma se efectúa a través de grandes círculos donde los danzantes, de forma independiente, giran siguiendo la velocidad del toque de tambores. Para la ejecución está presente la tambora (a veces reforzada por otro tambor grave), los tambores agudos, “masacalla” y triángulo. En ciertas ocasiones, se suman panderos debido a la influencia afrobrasilera que recibió esta expresión a principios del siglo XX. El relato más antiguo sobre la fiesta a san Baltazar documentado en el territorio argentino se sitúa en Chaco y se describe el baile de semba, pudiéndose determinar que la misma ya estaba presente en la zona hacia 1908. Según las investigaciones, esta práctica se había establecido en el barrio Cambá Cuá de Corrientes, trasladándose luego con los grupos de africanos y afrodescendientes que emigraron hacia otras localidades.

## Características sonoras y coreográficas

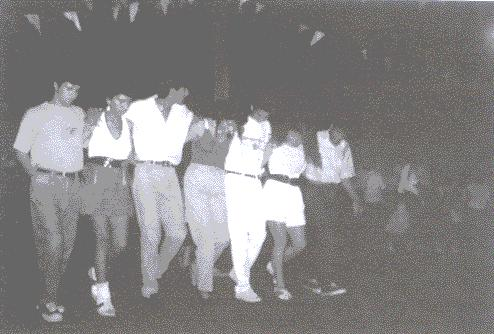
Gente bailando la charanda o semba, en Corrientes (Argentina).

Los instrumentos que interviene es el tambor llamado "bombo" o tambora, bimembranófono ambipercusivo que lo tocan dos ejecutantes con sus manos, para lo cual se sientan a horcajadas sobre él (posible antepasado del bombo criollo o legüero habitual en las danzas folclóricas del centro y norte de la Argentina). Hasta donde se sabe, el de Empedrado es el ejemplar más antiguo, existiendo una segunda tambora en Chaco, construida también de forma especial para el culto a San Baltasar. En Empedrado y por lo menos hasta los años '80 el “bombo” se ejecutaba sobre el suelo, pero el principal charandero de entonces, Rufino Wenceslao Pérez, inventó una tarima para poder tocarlo más cómodamente, habida cuenta de la cantidad de niños que pasaban en derredor y la polvareda que levantaban. Tanto tambor como danza sufrieron modificaciones por la "criollización". Hoy, en Empedrado, el baile de la semba se realiza con parejas mixtas enlazadas independientes. Los miembros de cada pareja (damo y dama) se colocan uno al lado del otro tomados entre sí de la cintura y van describiendo formas círculares avanzando cuatro pasos, para luego volver de igual forma sobre lo andado. En el caso de Resistencia, el baile presenta prácticas propias de la religión congo, yoruba y otras líneas africanistas provenientes del Brasil, permitiéndose así que esta expresión sea más fiel a sus orígenes.

## Canciones y grabaciones de la charanda o semba
La primera charanda grabada estuvo a cargo del músico correntino Mauricio Valenzuela, registrando en 1938 "Charanda. Baile de San Baltasar" para el sello RCA Victor, con base en los cantos que en ese momento estaban vigentes en la localidad de Goya. Además de las grabaciones documentales de la práctica espontánea de esta danza religiosa, desde fines de los '70 la charanda (nombre criollo que se ha impuesto sobre el nombre "semba", que es el nombre antiguo de este ritmo y danza) ha permeado como canción secular al folclore correntino y, fundamentalmente, al chaqueño. En esta línea, algunas de las charandas más conocidas son “Charanda negra” de Cerrutti/Quiles y la "Charanda de la libertad" de Zitto Segovia. 